# Joseph Halkin
Pour les articles homonymes, voir Halkin.
Joseph Halkin (Jacques Joseph Marie Halkin, J.J.M. Halkin), né le 18 mai 1870 et mort le 5 avril 1937 , est un professeur de géographie belge de l'université de Liège.

## Biographie
Il est le frère de Léon Halkin.

## Publications
- Étude historique sur la culture de la vigne en Belgique. Université de Liège, 1895, éditeur L. Grandmont-Donders, 146 pages.
- Le bon métier des vignerons de la cité de Liège et le métier des vignerons et cotteliers de la ville de Namur. éditeur H. Vaillant-Carmanne (Liège), 1895, 126 pages.
- En Extrême-Orient. Récit et notes de voyage (1900-1901). Ceylan, Java, Siam, Indo-Chine, Île de Haï-Nan, Chine, Japon, Corée, Sibérie. O. Schepens & Cie, Éditeurs 16, rue Treurenberg Bruxelles - Charles Amat, Éditeur,  11, rue Cassette Paris.
- Atlas classique. Namur: Wesmael-Charlier, 1934.